# Ashes Tour 1985
Die Ashes Tour 1985 war die Tour der australischen Cricket-Nationalmannschaft, die die 53. Austragung der Ashes beinhaltete, und wurde zwischen dem 30. Mai und 2. September 1985 ausgetragen. Die internationale Cricket-Tour war Teil der internationalen Cricket-Saison 1985 und umfasste sechs Test-Matches und drei ODIs. England gewann die Test-Serie mit 3–1, während Australien die ODI-Serie 1–2 gewann.

## Vorgeschichte
Für beide Teams war es die erste Tour der Saison.
Das letzte Aufeinandertreffen der beiden Mannschaften bei einer Tour fand in der Saison 1982/83 in Australien statt.

## Stadien
Die folgenden Stadien wurden für die Tour als Austragungsort vorgesehen.
| Stadion                     | Stadt      | Kapazität | Spiele          |
| --------------------------- | ---------- | --------- | --------------- |
| Edgbaston Cricket Ground    | Birmingham | 24.803    | 5. Test; 2. ODI |
| Headingley Stadium          | Leeds      | 17.000    | 1. Test         |
| The Oval                    | London     | 23.500    | 6. Test         |
| Lord’s Cricket Ground       | London     | 30.000    | 2. Test; 3. ODI |
| Old Trafford Cricket Ground | Manchester | 19.000    | 4. Test; 1. ODI |
| Trent Bridge                | Nottingham | 15.350    | 3. Test         |

## Kaderlisten
| Test | Test | ODI | ODI |
| England | Australien | England | Australien |
| --- | --- | --- | --- |
| - Jonathan Agnew - Paul Allott - Ian Botham - Norman Cowans - Paul Downton - Phil Edmonds - Richard Ellison - John Emburey - Neil Foster - Mike Gatting - Graham Gooch - David Gower - Allan Lamb - Tim Robinson - Arnie Sidebottom - Paul Taylor - Peter Willey | - Murray Bennett - David Boon - Allan Border - Dave Gilbert - Andrew Hilditch - Bob Holland - Geoff Lawson - Greg Matthews - Craig McDermott - Simon O’Donnell - Wayne Phillips - Greg Ritchie - Jeff Thomson - Dirk Wellham - Kepler Wessels - Graeme Wood | - Jonathan Agnew - Paul Allott - Ian Botham - Norman Cowans - Paul Downton - Phil Edmonds - Richard Ellison - John Emburey - Neil Foster - Mike Gatting - Graham Gooch - David Gower - Allan Lamb - Tim Robinson - Arnie Sidebottom - Paul Taylor - Peter Willey | - David Boon - Allan Border - Andrew Hilditch - Bob Holland - Geoff Lawson - Greg Matthews - Craig McDermott - Simon O’Donnell - Wayne Phillips - Greg Ritchie - Jeff Thomson - Dirk Wellham - Kepler Wessels - Graeme Wood |

## One-Day Internationals

### Erstes ODI in Manchester
| 30. Mai Scorecard | Manchester | England 219 (54/55)              | – | Australien 220-7 (54.1/55) |
|                   |            | Australien gewinnt mit 3 Wickets |   |                            |

### Zweites ODI in Birmingham
| 1. Juni Scorecard | Birmingham | England 231-7 (55/55)            | – | Australien 233-6 (54/55) |
|                   |            | Australien gewinnt mit 4 Wickets |   |                          |

### Drittes ODI in London
| 3. Juni Scorecard | London (Lord’s) | Australien 254-5 (55/55)      | – | England 257-2 (49/55) |
|                   |                 | England gewinnt mit 8 Wickets |   |                       |

## Tests

### Erster Test in Leeds
| 13. – 18. Juni Scorecard | Leeds | Australien 331 (98.1) & 324 (115.4) | – | England 533 (125) & 123-5 (38.4) |
|                          |       | England gewinnt mit 5 Wickets       |   |                                  |

### Zweiter Test in London
| 27. Juni – 2. Juli Scorecard | London (Lord’s) | England 290 (99.2) & 261 (80)    | – | Australien 425 (124.4) & 127-6 (46) |
|                              |                 | Australien gewinnt mit 4 Wickets |   |                                     |

### Dritter Test in Nottingham
| 11. – 16. Juli Scorecard | Nottingham | England 456 (129.4) & 196-2 (68) | – | Australien 539 (201.2) |
|                          |            | Remis                            |   |                        |

### Vierter Test in Manchester
| 1. – 6. August Scorecard | Manchester | Australien 257 (89.1) & 340-5 (140) | – | England 482-9d (141) |
|                          |            | Remis                               |   |                      |

### Fünfter Test in Birmingham
| 15. – 20. August Scorecard | Birmingham | Australien 335 (113.5) & 142 (64.1)            | – | England 595-5d (134) |
|                            |            | England gewinnt mit einem Innings und 118 Runs |   |                      |

### Sechster Test in London
| 29. August – 2. September Scorecard | London (Oval) | England 464 (118.2)                           | – | Australien 241 (84) & 129 (46.3) |
|                                     |               | England gewinnt mit einem Innings und 94 Runs |   |                                  |